# توماس إي. شيروود
توماس إي. شيروود (بالإنجليزية: Thos. E. Sherwood)‏ هو سياسي أمريكي، ولد في 31 مايو 1835 في مقاطعة واشنطن في الولايات المتحدة، وتوفي في 10 أبريل 1897.